# Улица Бредова (Апатиты)
Улица Бредова — улица в Апатитах, названа в честь Героя Советского Союза, командира пулемётного отделения 155-го стрелкового полка (14-я стрелковая дивизия 14 армии Карельского фронта) Анатолия Фёдоровича Бредова.

## История
Согласно решению исполкома Молодёжного поселкового Совета депутатов трудящихся от 16 января 1965 года, в связи с 20-летием разгрома немецко-фашистских войск в Заполярье, в Апатитах появилась улица носящая имя Анатолия Бредова.

## Расположение улицы
Расположена улица в основной части города, проходя с запада на восток.
Начинается улица от площади Геологов и, переходя в проспект Сидоренко, заканчивается на перекрёстке улиц Победы, Строителей и проспекта Сидоренко.

## Пересекает улицы
- пл. Геологов
- ул. Космонавтов
- ул. Нечаева
- ул. Пушкина
- ул. Победы
- ул. Строителей
- просп. Сидоренко (переходит)

## Здания
- № 2а — Школа № 14.
- № 9 — «Хибинская ярмарка».
- № 18 — Взрослая поликлиника.
- № 18а — Детский сад «Солнышко».

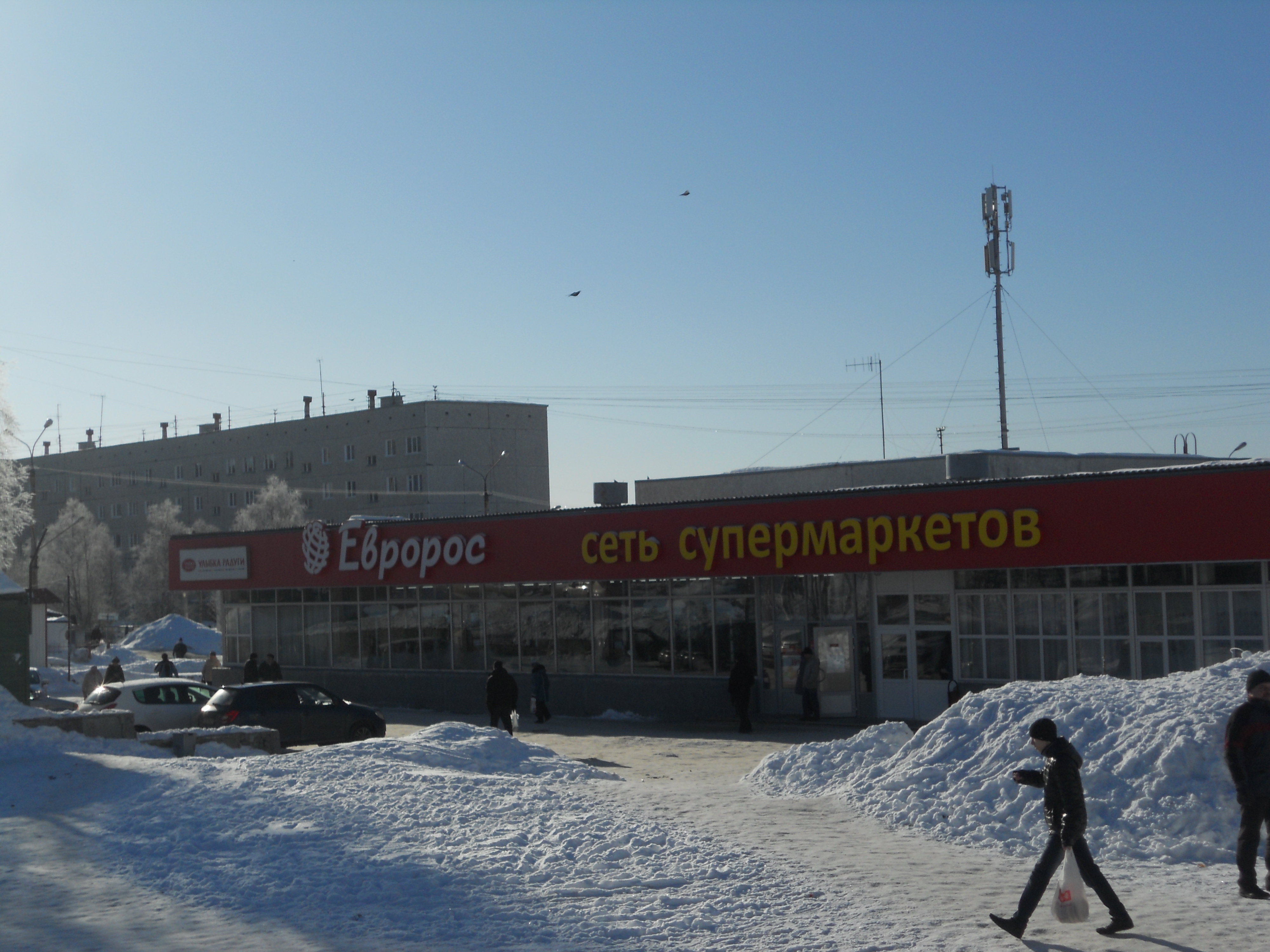
Супермаркет «Евророс»

- № 19а — Детский сад «Золотая рыбка».
- № 26 — ТЦ «Максим».
- № 27 — Школа № 3.
- № 28 — Супермаркет «Евророс».
- № 30а — Апатитский городской рынок.
- № 44 — Детский сад «Ивушка».

## Транспорт
По улице ходят автобусные маршруты № 6, 7к, 8, 9, 11, 12, 102, 128, 135, 136э и маршрутные такси № 102. Остановки: ул. Бредова, Поликлиника (Рынок), пл. Геологов.